# 夢のある町 歌の町
「夢のある町 歌の町」（ゆめのあるまち うたのまち）は、徳島県板野郡藍住町が制定した町民歌である。作詞・徳島県藍住町、作曲・川井素臣。

## 解説
1965年（昭和40年）の町制10周年を記念して制定され、同年11月開催の記念式典で初演奏が行われた。作詞者は町（地方公共団体）の名義となっており、歌詞に関しては2015年（平成27年）末を以て著作権の保護期間を満了している。作曲は鳴門市第一中学校吹奏楽部顧問の川井素臣に依頼された。
1981年（昭和56年）3月、町内の伝統産業である藍染めの労働歌として歌われている「藍こなし歌」を野崎眞一の採譜・編曲により町民愛唱歌とした「新藍こなし歌」が選定され、八代亜紀の歌唱によりテイチクがシングル盤（規格品番：56-17）を製造した際にB面曲として泉亜矢子と叶大助が歌唱する町民歌「夢のある町 歌の町」が収録された。両曲とも振付が作成されており、藍住町婦人会が町内で普及活動を行っている。